# Oporinia brunnescens
Oporinia brunnescens là một loài bướm đêm trong họ Geometridae.